# Carabus variolosus
Carabus variolosus — вид жуков-жужелиц из подсемейства собственно жужелиц.

## Описание
Жук длиной 23—32 мм. Окраска чёрная, иногда с бронзовым металлическим блеском. Голова и переднеспинка грубоморщинистые и точечные. Подбородок со щетинконосными порами. Вершинные членики нижнечелюстных щупиков слабо расширены. Боковой край надкрылий у плечей слегка пиловидно зазубрен, перед вершиной с вырезкой, особенно у самок. Надкрылья с 3 неправильно поднятыми ребрышками, которые прерваны очень крупными ямками.

## Ареал
Болгария, Чехия, Молдавия, Польша, Румыния, Словакия, Украина, Словения, Хорватия, Сербия, Черногория, Босния и Герцеговина и Македония.
На Украине распространён только в Карпатах, Закарпатье, Прикарпатье: Бескиды, Горганы, Мармарош, Черногора, Свидивец, Красная, Боржава, Ровная, Вулканический хребет и Закарпатская низменность.
В Молдавии обитает в лесных массивах в западной и центральной части страны.

## Биология
Обычный в поясах буковых еловых лесов, заходит в субальпийский пояс гор. Предпочитает увлажнённые участки, селится во влажных и мокрых местах возле водоёмов. Имаго и личинки хищники, питаются мелкими беспозвоночными. Жуки встречаются в июне и июле.

## Численность и охрана
В большинстве мест обитания является редким видом. Основными лимитирующими факторами является сокращение природных мест обитания, применение пестицидов.
Вид занесён в Красную книгу Молдавии (2015).